# Prealpi Bergamasche Centrali
Le Prealpi Bergamasche Centrali (dette anche Catena Arera-Alben) sono la parte centrale delle Prealpi Bergamasche (nelle Alpi e Prealpi Bergamasche). Si trovano in Lombardia (Provincia di Bergamo).

## Classificazione
Secondo la SOIUSA le Prealpi Bergamasche Centrali sono un supergruppo alpino con la seguente classificazione:
- Grande parte = Alpi Orientali
- Grande settore = Alpi Sud-orientali
- Sezione = Alpi e Prealpi Bergamasche
- Sottosezione = Prealpi Bergamasche
- Supergruppo = Prealpi Bergamasche Centrali
- Codice = II/C-29.II-B.

## Delimitazioni
Le Prealpi Bergamasche Centrali sono la parte centrale delle Prealpi Bergamasche tra la Val Brembana e la Val Seriana.
Ruotando in senso orario i limiti geografici sono: Val Brembana, Valsecca, Passo della Marogella, Valcanale, Val Seriana, colline bergamasche, Bergamo, Val Brembana.

## Suddivisione
Secondo la SOIUSA sono suddivise in due gruppi e due sottogruppi:
- Gruppo Arera-Menna (5)
  - Sottogruppo dell'Arera (5.a)
  - Sottogruppo di Menna (5.b)
- Gruppo dell'Alben (6)

## Montagne

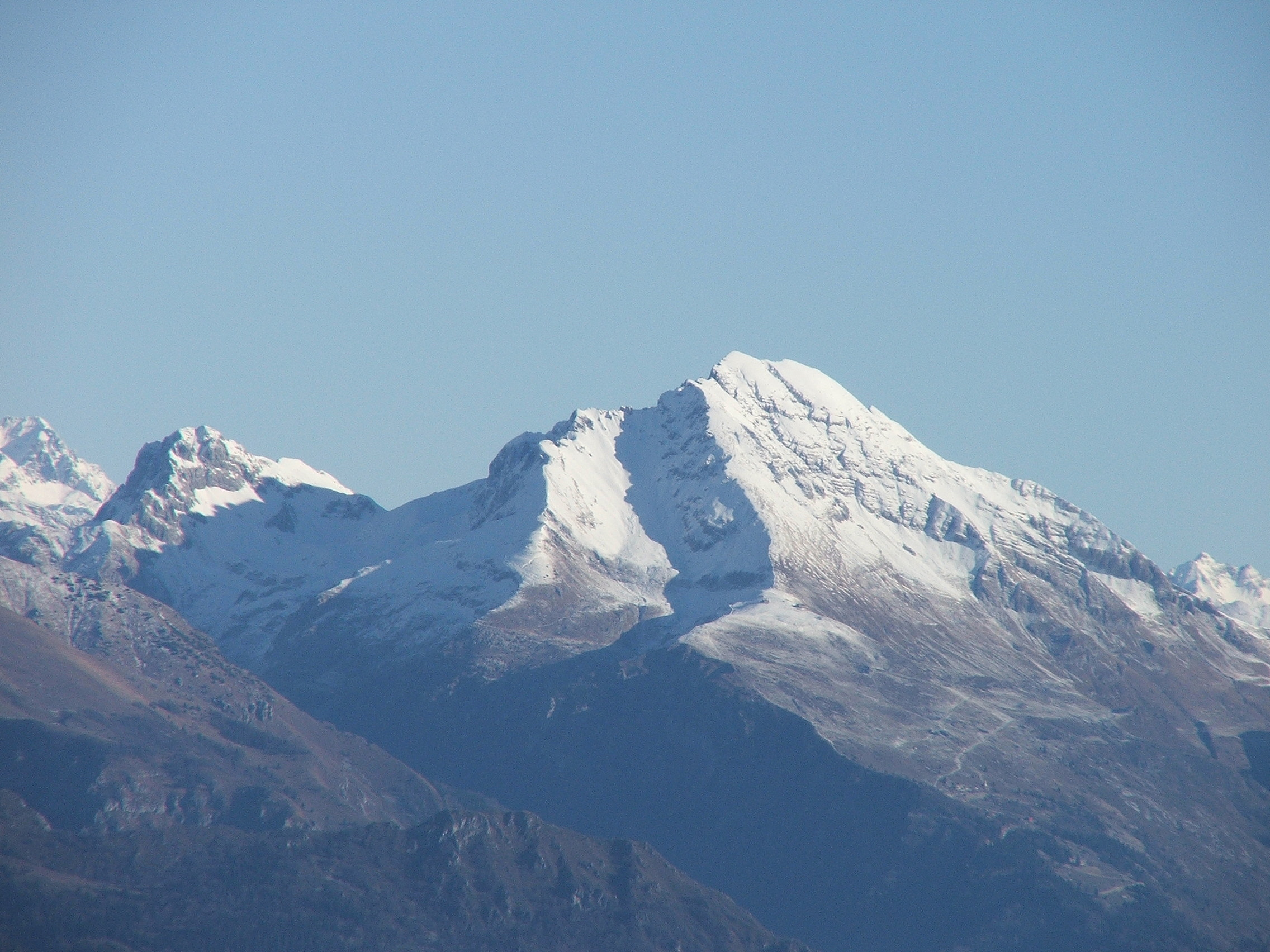
Il Pizzo Arera.

Le montagne principali delle Prealpi Bergamasche Centrali sono:
- Pizzo Arera - 2.512 m
- Cima del Fop - 2.322 m
- Corna Piana - 2.302 m
- Cima di Menna - 2.300 m
- Monte Secco - 2.267 m
- Cima Valmora - 2.198 m
- Cima di Leten - 2.095 m
- Monte Grem - 2.049 m
- Monte Alben - 2.019 m
- Monte Golla - 1.983 m
- Cima Vaccaro - 1.958 m
- Monte Ortighera - 1.632 m
- Monte Suchello - 1.541 m
- Monte Poieto - 1.360 m
- Monte Cornagera - 1.312 m
- Monte Podona - 1.227
- Canto Alto - 1.146 m
- Monte Rena - 1.143 m
- Pizzo Frol - 1.055 m